# スヴェトランスカヤ通り

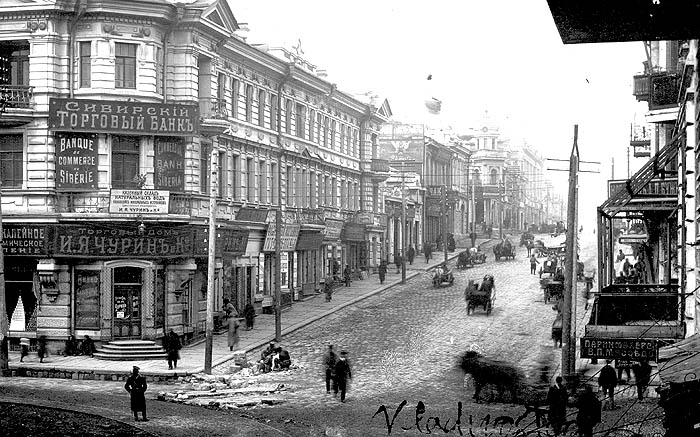
スヴェトランスカヤ通りとアレウーツカヤ通りの交差点（1910年ごろ）

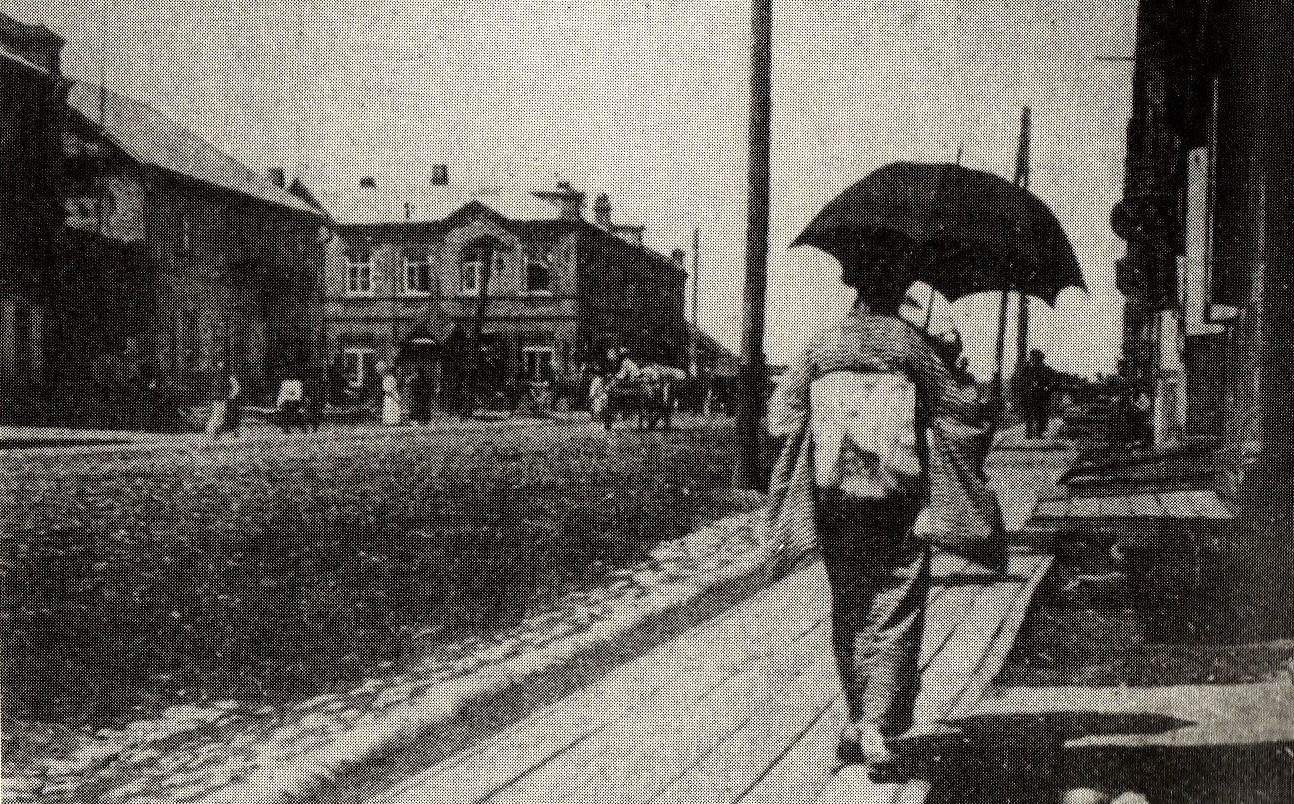
スヴェトランスカヤ通りを着物姿の日本人女性が歩く（1910年ごろ）

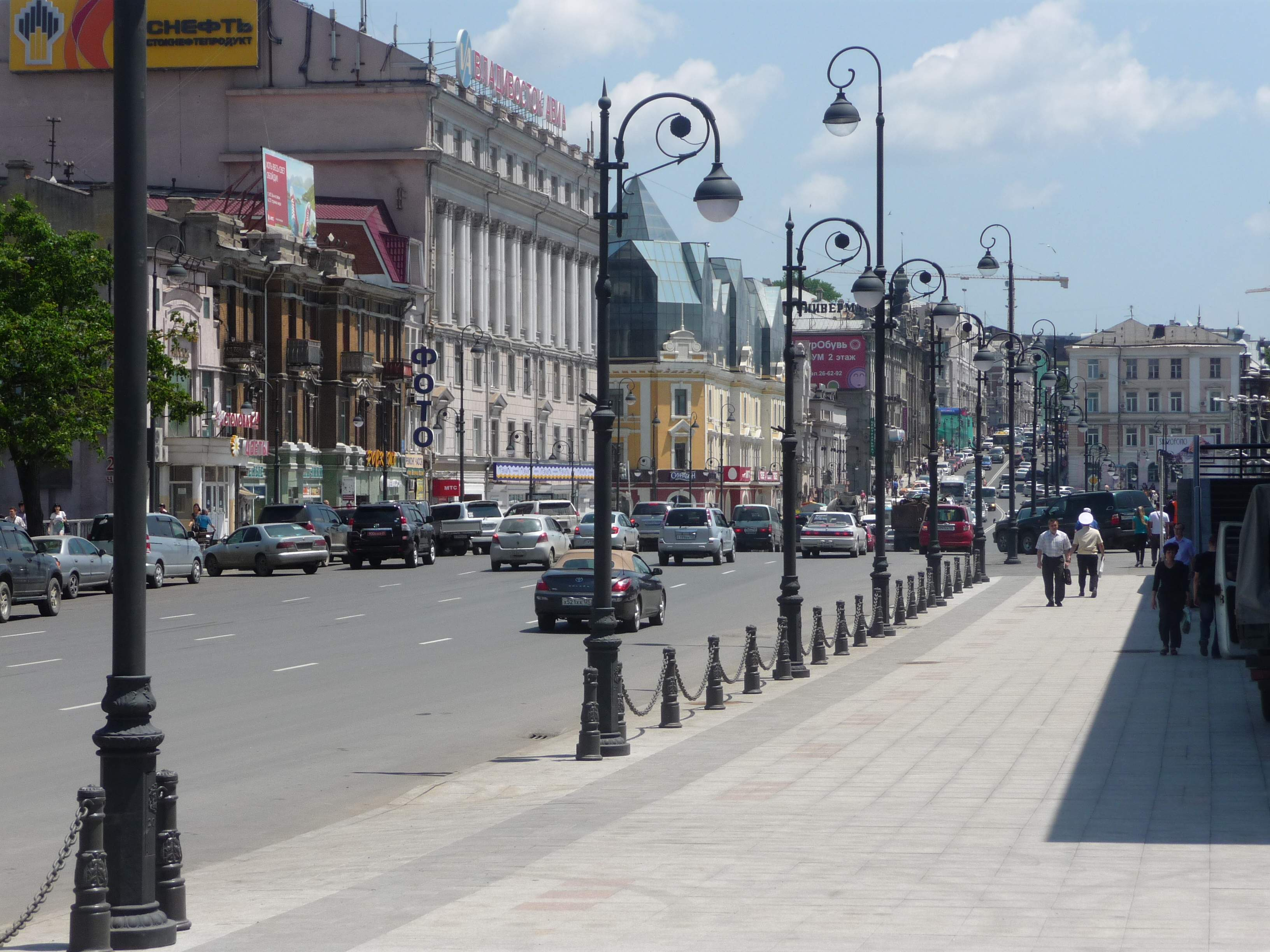
街の中心：スヴェトランスカヤ通り（2011年）

スヴェトランスカヤ通り（ロシア語: Светла́нская у́лица、英語: Svetlanskaya Street）はロシア極東部沿海州の州都・ウラジオストクをほぼ東西に走る通りで、この都市のメインストリートである。

## 短史
1859年ニコライ・ムラヴィヨフ＝アムールスキー伯爵が軍艦「アメリカ号」に乗って極東部海岸を探検したことにちなんで「アメリカンスカヤ通り」と呼ばれていたが、1873年にここを訪れた軍艦「スヴェトラナ号」にちなんで「スヴェトランスカヤ通り」と改名。ソビエト時代には「レニンスカヤ通り」として知られていて、1990年代に元の名称へ戻った。

## 通りに添って
シベリア鉄道のウラジオストク駅正面（裏正面は客船ターミナル「海の駅」マルスコイ・ヴァグザル）の駅前広場にはほぼ南北に走るアレウーツカヤ通りがあり、そこを北へ約700メートルでアルセーニエフ沿海地方州立博物館、州政府庁舎があるスヴェトランスカヤ通りとの交差点へ達する。 
このスヴェトランスカヤ通りはほぼ東西に走る通りで、ウラジオストクのメインストリートである。西端はスポーツ湾に面したナーベレジュナヤ通りに発して、この交差点を通り、金角湾の海岸通りにほぼ平行して東へ向かう。  
スヴェトランスカヤ通りはまもなく中央広場「革命の闘士の広場」を経て（ここから北へ向かうオケアンスキー大通りに旧日本領事館の歴史的建物がある  ）、歴史的建造物のボリショイグムと、百貨店のマールィグムの前を通り、郵便局（ここの道向かいの海岸寄りに太平洋艦隊司令部がある）を経て、ニコライ2世凱旋門、人形劇場などを経て、プーシキン通りで金角湾を渡る新しいゾロトイ橋へのアクセス部分の下を通過する。しばらく行くとワシリー・オシェプコフ記念の「ロシア柔道揺籃の地」、国立極東技術大学のそばも通り、さらに東へ向かいルゴヴァヤ通りに突き当たって終わる。
スヴェトランスカヤ通りに平行してすぐ北側を走り、市役所もあるアドミラーラ・フォーキナ通りも、目抜き通りとされる。

## 交通
路面電車はウラジオストク駅前からアレウーツカヤ通りを北へ、またアレウーツカヤ通り交差点で分岐して東へも向かっていた。

## 参照項目
- 大通り#世界の主要大通り
- 沿海地方